# 羽石彦三
羽石 彦三（はねいし ひこぞう、1865年9月29日 - 没年不明）は、日本の柔術家である。

## 経歴
慶応元年8月10日（1865年9月29日）に茨城県久慈郡世喜村大字富岡に生まれる。
明治15年（1882年）に為我流柔術指南の富田兵左衛門に入門して四年間修業した。
明治19年（1886年）からは為我流柔術指南の宇野為蔵に入門して修行し、明治31年（1898年）に免許皆伝を許された。
明治33年（1900年）から久慈郡、那珂郡、多賀郡、東茨城郡、足尾銅山、福島県などに出張教授し、明治38年（1905年）に修道館柔術演武場を建設して自宅で教授を始めた。
明治42年（1909年）に講道館柔道へ入門した。大正2年（1913年）以降は大日本武徳会茨城支部演武大会において柔術審判員の嘱託を受けた。
羽石彦三の為我流門弟は二千余名に及んだ。
大正8年（1919年）、飯島浅吉ほか七十名が発起人となり、多数の門弟が賛同して羽石彦三の顕彰碑を羽石邸内に建立した。